# Bataille du col de Balaguer
Pour les articles homonymes, voir Balaguer.
40° 57′ 58″ N, 0° 52′ 08″ E
Guerre des faucheurs
Batailles
- Ille-sur-Têt (1640)
- Col de Balaguer (1640)
- Cambrils (1640)
- Martorell (1641)
- Montjuïc (1641)

- Tarragone (mai 1641) (ca)
- Constantí (1641)
- Catllar (1641) (ca)
- Tarragone (juillet 1641)
- Tarragone (août 1641)
- Almenar (1641) (ca)
- Montmeló (1642)
- La Granada (1642) (ca)
- Montsó (1642) (ca)
- Collioure (1642)
- Tortose (1642) (ca)
- Barcelone (1642)
- Perpignan (1642)
- Salses (1642)
- Lérida (1642)
- Carthagène (1643)

- Miravet (1643) (ca)
- Montsó (1643) (ca)
- Lérida (1644)
- Tarragone (1644) (d)
- Roses (1645)
- Saint-Laurent de Montgai (1645) (ca)
- Balaguer (1645)
- Lérida (1646)
- Sainte-Cécile (1646)
- Lérida (1647)
- Àger (1647)
- Constantí (1647)
- Tortose (1648)
- Vilafranca (1649)
- Montblanc (1649) (ca)
- Val d'Aran (1649-1650) (ca)
- Flix (1650)
- Tortosa (1650) (ca)
- Montblanc (1651)
- Montgat (1651)
- Barcelone (1651-1652)

- Castellon d'Empuries (1653)
- Gérone (1653)
- Villefranche-de-Conflent (1654)
- Puycerda (1654)
- Cadaqués (1655) (ca)
- Solsona (1655) (ca)
- Berga (1655) (ca)
- Castellfollit (1657) (ca)
- Camprodon (1658)

La bataille du col de Balaguer est un des épisodes de la guerre des Faucheurs qui s'est déroulé le 10 décembre 1640 au col de Balaguer (ca) sur le territoire de la commune de Vandellòs i l'Hospitalet de l'Infant dans le Bas-Llobrégat. La bataille s'est soldée par une victoire espagnole.

## Contexte
Au printemps 1640, Francesc de Tamarit a été emprisonné et accusé de ne pas faciliter les levées et le logement des troupes. Les paysans révoltés sont entrés dans Barcelone le 22 mai et les ont mis en liberté. Le 7 juin de la même année, lors du Corpus de Sang, des groupes de faucheurs sont entrés à nouveau dans la cité et ont assassiné le vice-roi de Catalogne Dalmau III de Queralt. 
En septembre, l'armée de Philippe IV a occupé Tortosa avec l'alliance de la noblesse catalane et de l'évêque de la cité, qui, comme la totalité des évêques qui occupaient les sièges catalans, était politiquement royaliste. Les troupes partent en direction de Barcelone le 8 décembre, trouvant une grande résistance à El Perelló.

## Déroulement
Deux mille Catalans s'étaient installés au col de Balaguer avec deux canons, mais les Castillans ont attaqué de front et dispersé les défenseurs, qui avaient cependant reçu des renforts de Cambrils.

## Conséquences
L'armée a continué d'avancer en direction de Barcelone, saccageant l'Hospitalet de l'Infant, et le 16 décembre, après un siège de trois jours, a repris Cambrils, où s'étaient retirés les miquelets. Le 24 décembre, elle occupe Tarragone, où étaient déjà arrivés les premiers renforts français.